# Reddition de Lee
« Reddition » et « Appomattox » redirigent ici. Pour les autres significations, voir Reddition et Appomattox (homonymie).
 (février 2025).
Guerre de sécession
Batailles
Campagne d'Appomattox
- Lewis's Farm
- White Oak Road
- Dinwiddie Court House
- Five Forks
- 3e Petersburg
- Richmond
- Sutherland's Station
- Namozine Church
- Amelia Springs
- Rice's Station
- Sailor's Creek
- High Bridge
- Cumberland Church
- Appomattox Station
- Appomattox Court House
- Reddition de Lee

La reddition de Lee, ou reddition d'Appomattox désigne la capitulation de l'armée de Virginie du Nord le 9 avril 1865. Elle est signée dans le salon de la maison de Wilmer McLean à Appomattox par le général sudiste Robert E. Lee au terme de la bataille d'Appomattox Court House. En vertu des conditions offertes par le lieutenant-général Ulysses S. Grant, les sudistes sont libérés sur parole.
Elle marque la fin de la guerre de Sécession sur le théâtre oriental et symboliquement sur les autres théâtres d'opérations. Néanmoins, elle ne met pas fin aux combats, quelques escarmouches ayant lieu sur les théâtres occidental et Trans-Mississippi après cette reddition.

## Contexte

### Guerre d'usure
En 1864, la guerre de Sécession rentre dans une nouvelle phase de guerre d'usure au cours de la campagne terrestre, en Virginie. Les deux camps subissent de lourdes pertes notamment aux batailles de la Wilderness, de Spotsylvania ou de Cold Harbor. L'armée sudiste de Virginie du Nord, en infériorité numérique, ne peut plus compenser cette saignée. 
A l'issue de la campagne, le lieutenant-général Ulysses S. Grant, commandant en chef nordiste, décide de contourner l'armée sudiste pour assiéger la ville de ravitaillement des sudistes : Petersburg. Le général confédéré Robert E. Lee, commandant de l'armée de Virginie du Nord et de l'armée confédérée, est contraint de se retirer pour défendre la ville. Après neuf mois de siège, Petersburg tombe. L'ultime campagne, autour d'Appomattox, débute alors.

### Campagne d'Appomattox
Aucune bataille ne semble améliorer les choses pour l'armée de Virginie du Nord. Celle de Five Forks le 1er avril fait plus de 2 000 prisonniers. Le 2 avril, Petersburg tombe et A.P. Hill est tué. Le 3e corps de l'armée de Virginie du Nord, dont il détenait le commandement, est intégré dans le 1er corps du lieutenant-général James Longstreet. Richmond, capitale de la Confédération est évacuée et incendiée. Le 3 avril, Lee arrive à l'Amelia Court House avec 30 000 hommes affamés. À la suite de la bataille de Sayler's Creek le 6 avril, 6 000 sudistes se rendent auprès du général Sheridan. Les derniers vétérans de 4e corps de Richard H. Anderson, relevé de son commandement le 8 avril, sont incorporés au 2e corps de John B. Gordon. Le département de Richmond d'Ewell, capturé, ne compte plus que 300 hommes. L'armée de Virginie du Nord dénombre environ 30 000 « va-nu-pieds » alors que l'armée de Grant, serait, selon Lee, plus de cinq fois supérieure en nombre. Au total, entre le 29 mars et le 9 avril, 19 132 confédérés ont été capturés. Le 7 avril, Grant propose alors à son homologue sudiste de se rendre.

« Général,
Les résultats de la semaine dernière doivent vous convaincre du désespoir d'une résistance supplémentaire de la part de l'armée de Virginie du Nord dans cette lutte. Je sens qu'il en est ainsi et considère qu'il est de mon devoir de me décharger de la responsabilité de toute nouvelle effusion de sang en vous demandant la reddition de cette partie de l'armée confédérée connue sous le nom d'armée de Virginie du Nord. »

— U.S. Grant, lieutenant-général.
Lee lit cette lettre, la tend au général Longstreet qui la lit à son tour. La redonnant au général Lee, Pete Longstreet dit « Pas encore ». En réponse, Lee écrit :

« Général,

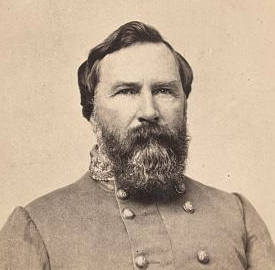
James Longstreet.

J'ai bien reçu votre note de ce jour. Bien que n'entretenant pas l'opinion que vous exprimez sur le désespoir d'une résistance supplémentaire de la part de l'armée de Virginie du Nord, je rends votre désir d'éviter une effusion de sang inutile, et donc, avant d'examiner votre proposition, demande les conditions que vous offrirez à condition de sa reddition. »

— R.E. Lee, général.
Le 8 avril, en réponse à la note du général Lee, Grant écrit :

« Général,
Votre note d'hier soir en réponse à la mienne du même jour, me demandant les conditions auxquelles j'accepterai la reddition de l'armée de Virginie du Nord, vient d'être reçue. En réponse, je dirais que, la paix étant mon grand désir, il n'y a qu'une condition sur laquelle j'insisterais, à savoir que les hommes et les officiers qui se sont rendus seront disqualifiés pour reprendre les armes contre le gouvernement des États-Unis jusqu'à ce qu'ils soient correctement échangés. Je vous rencontrerai, ou désignerai des officiers pour rencontrer tous les officiers que vous pourriez nommer dans le même but, à tout moment qui vous conviendra, dans le but d'arranger définitivement les conditions dans lesquelles la reddition de l'armée de Virginie du Nord sera reçue. »

— U.S. Grant, lieutenant-général.
Lee répond :

« Général,
J'ai reçu à une heure tardive votre note d'aujourd'hui. Dans la mienne d'hier, je n'avais pas l'intention de proposer la reddition de l'armée de Virginie du Nord, mais de demander les termes de votre proposition. A vrai dire, je ne pense pas qu'il y ait urgence à demander la reddition de cette armée, mais comme le rétablissement de la paix doit être l'unique objet de tous, je désirais savoir si vos propositions y conduiraient. Je ne puis donc vous rencontrer en vue de la reddition de l'armée de Virginie du Nord ; mais dans la mesure où votre proposition peut affecter les forces des États confédérés sous mon commandement et tendre au rétablissement de la paix, je serais heureux de vous rencontrer à dix heures du matin, demain sur l'ancienne route d'étape de Richmond, entre les lignes de piquetage des deux armées. »

— R.E. Lee, général.
Grant concède auprès du secrétaire à la guerre Stanton :

« J'ai une grande confiance dans la reddition de Lee et de ce qui reste de son armée d'ici demain. »

— Vincent Bernard.
Le 9 avril, le sort de l'armée de Virginie du Nord est scellé. La bataille d'Appomattox Court House et celle d'Appomattox Station n'offrent aucune issue. Le colonel Venable (en), de l'état-major du général Lee, transmet un message du général Gordon.

« J'ai fait combattre mon corps jusqu'à l'éreintement et crains de ne pouvoir rien faire à moins d'être puissamment soutenu par le corps de Longstreet,. »

L'aveu du général Gordon, que nul ne pensait pusillanime, convainc Robert Lee. Il est 8 heures du matin et le général Lee, lassé de la guerre, se résout à la reddition :

« Alors, il ne me reste rien d'autre à faire qu'aller voir le général Grant, et je préférerais souffrir mille morts. »

— Armistead Long,.
Mais que dira l'histoire ?

« Je sais qu'ils diront des choses dures ; qu'ils ne comprendront pas combien nous avons été submergés par le nombre. Mais là n'est pas la question colonel. La question est de savoir s'il est juste de rendre cette armée. Si ça l'est, j'en prendrai l'entière responsabilité,. »

Lee ajoute :

« Comme il serait facile d'être soulagé de tout cela, d'être en paix. J'ai seulement à chevaucher le long des lignes et tout serait terminé… »

Dans les rangs de l'armée de Virginie du Nord, un sentiment de déni envers une capitulation règne. Mais, la reddition de l'armée confédérée est inévitable. Sans issue, elle combat à moins d'un contre deux à Appomattox Court House. Walter H. Taylor, aide-de-camp de Lee refuse le mot capitulation. Lee lui répond :

« [Les] officiers pensent que le temps est venu de capituler. […] C'est aussi mon avis et je veux que vous m'accompagniez,. »

En outre, Lee entend demander un cessez-le-feu. Pour ce faire, James Longstreet rencontre le major-général nordiste George A. Custer. Ce dernier lui demande « au nom du général Sheridan, la reddition inconditionnelle de cette armée » arguant qu'il serait vain de continuer à répandre le sang. Longstreet réplique :

« Le général Lee est parti rencontrer le général Grant et c'est à eux de décider de l'avenir des armées. »

Une trêve de deux heures ne tarde pas à être mise en place, ce qui était censé laissé le temps à Lee et Grant de se rencontrer. Mais les délais ne pourront pas être respectés. À 10 heures, Lee, accompagné de Charles Marshall et de Walter H. Taylor, s'est rendu à la ligne de piquetage conformément à la lettre de la veille. Grant n'arrivant pas, il envoie :

« Général,
J'ai reçu votre note de ce matin sur la ligne de piquetage, où j'étais venu vous rencontrer et m'assurer définitivement des termes de votre proposition d'hier concernant la reddition de cette armée. Je demande maintenant une entrevue, conformément à l'offre contenue dans votre lettre d'hier, à cette fin. »

— R.E. Lee, général.
Grant répond bientôt :

« Général,
Votre note de cette date n'est qu'à ce moment (11h50) reçu, en conséquence de mon passage de la route de Richmond et Lynchburg. Je suis au moment où j'écris à environ quatre miles à l'ouest de l'église de Walker et je vais avancer vers le front dans le but de vous rencontrer. Notification qui m'a été envoyée sur cette route où vous souhaitez que l'entretien ait lieu. »

— U.S. Grant, lieutenant-général.
Grant semble en plus guérir de sa migraine psychomatique. Il dit, ironiquement :

« La douleur dans ma tête semble avoir disparu au moment même où j'ai reçu la lettre de Lee. »

— Horace Porter.

## Déroulement

Tableaux représentant la rencontre entre Grant et Lee
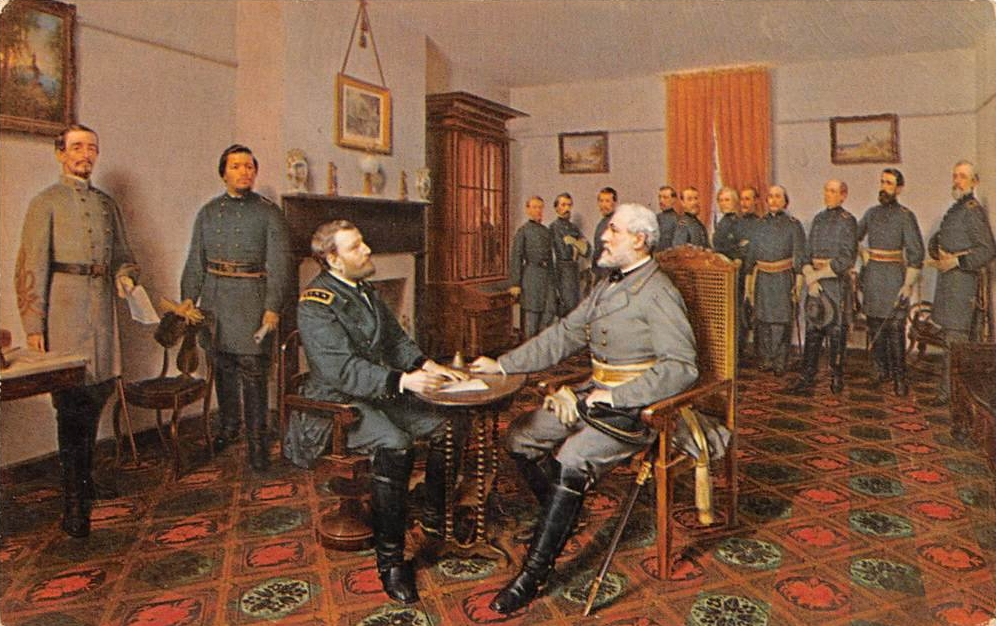
Appomattox Surrender par Louis Guilaume.
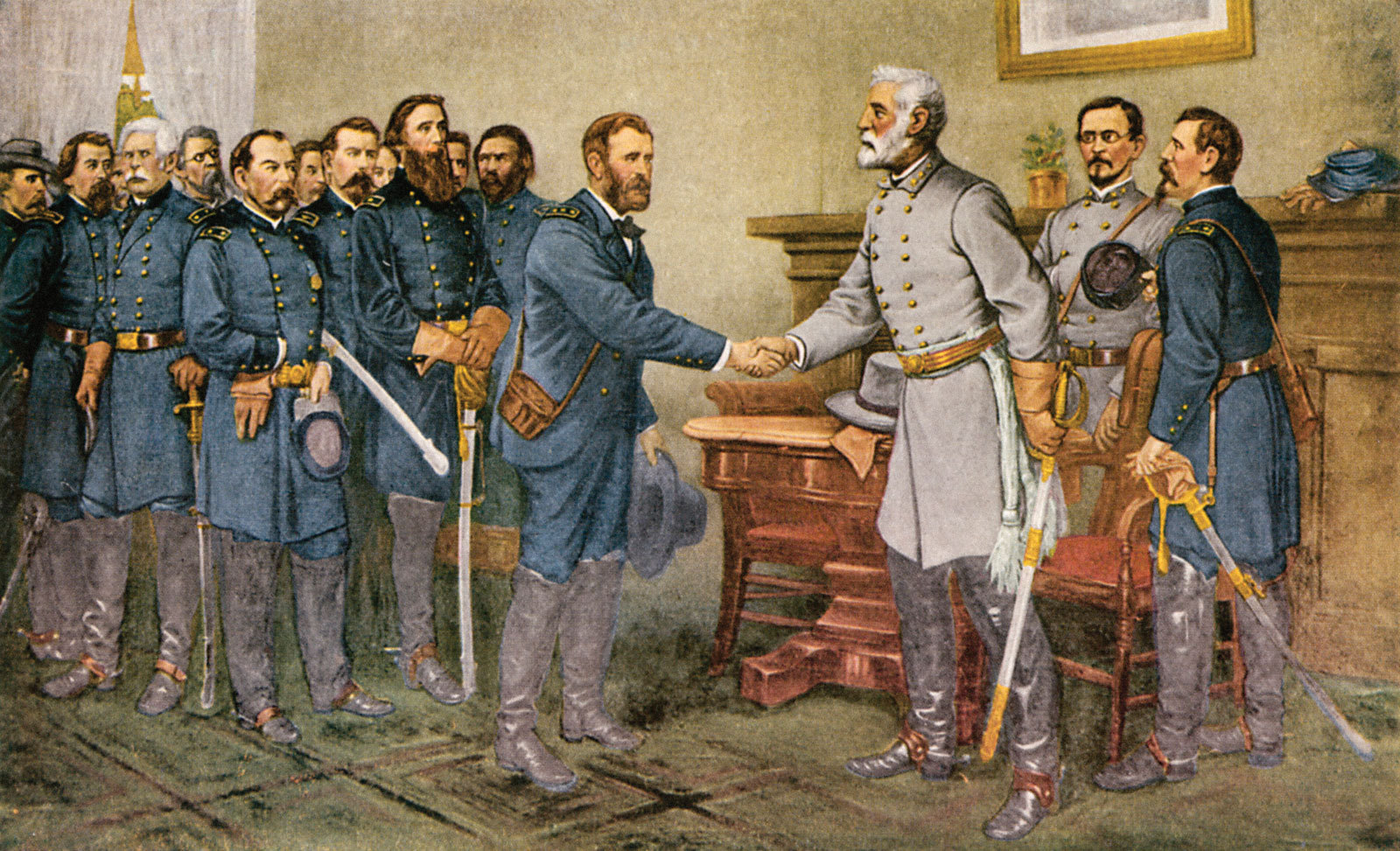
Union in Peace par Thomas Nast.

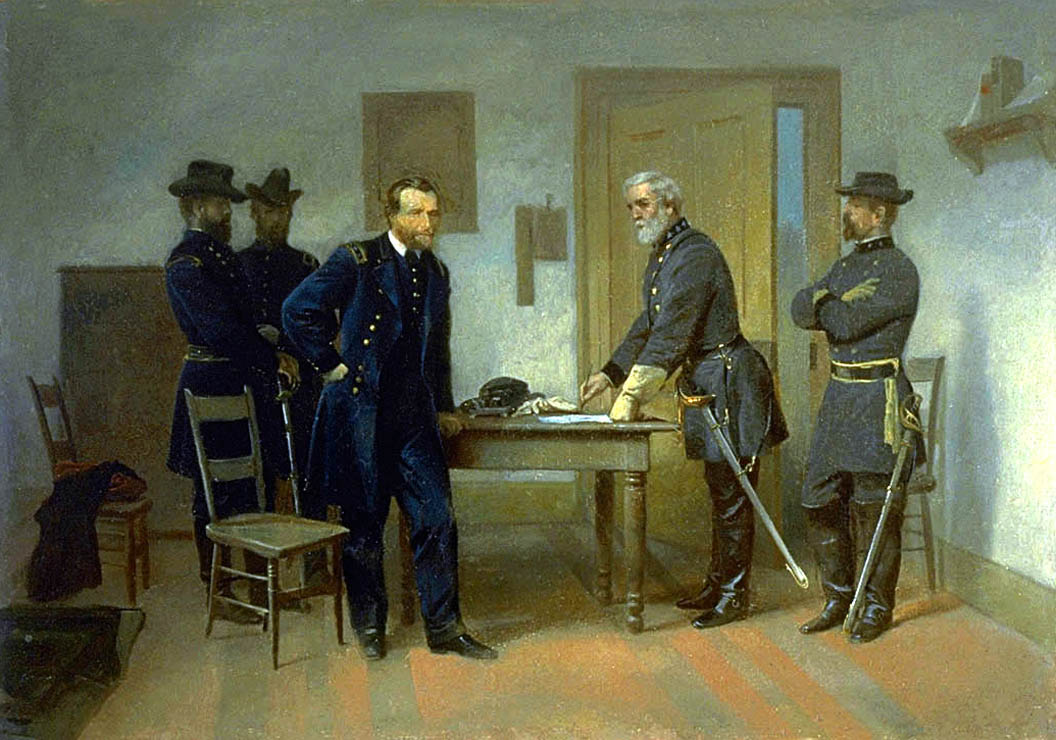
Lee surrendering to Grant at Appomattox par Alonzo Chapel.
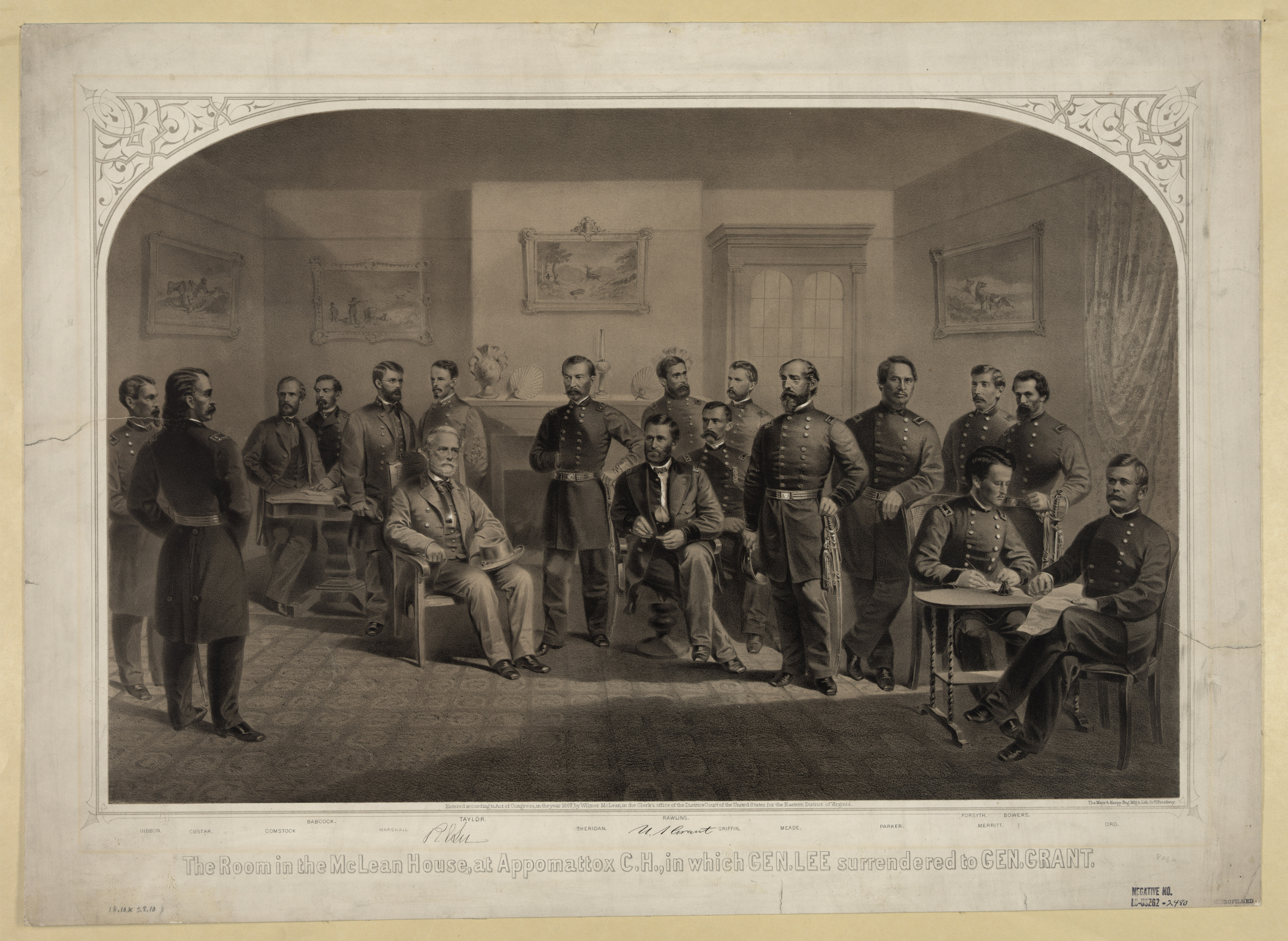
The room in the McLean House, at Appomattox C.H., in which Gen. Lee surrendered to Gen. Grant.
Surrender of Genl. Lee, at Appomattox C.H. Va. April 9th. 1865 par Currier and Ives.

### 9 avril
Après l'échec d'une rencontre à 10 h, le colonel Orville E. Babcock rencontre Lee et ses officiers le dimanche 9 avril à 12 h 15. Longstreet glisse à Lee :

« Général, à moins qu'ils ne nous offrent des conditions honorables, revenez et combattons-le. »

Mais, le général Lee ne revient pas sur sa décision. Les hommes choisissent la maison de Wilmer McLean située près d'Appomattox en Virginie, une construction de briques et de bois typiquement virginienne. Une fois arrivés, Lee accompagné de Charles Marshall et Babcock s'installent dans le salon et se mettent à discuter. Grant se fait attendre et finalement, il arrive avec son état-major au bout d'une demi-heure devant la maison. Là, Sheridan, Ord et d'autres l'attendaient.

« – Comment allez-vous Sheridan, demande Grant.
–  On ne peut mieux et vous ?
– Est-ce que Lee est là ?
– Oui, il est dans cette maison en briques, vous attendant pour se rendre.
– Dans ce cas, allons-y. »

Les officiers pénètrent alors dans la maison.

#### La rencontre(13h20-16h0)

Officiers confédérés présents lors de la rencontre
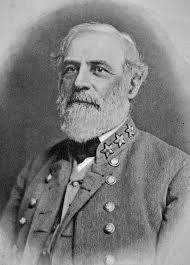
Général Robert E. Lee[d].
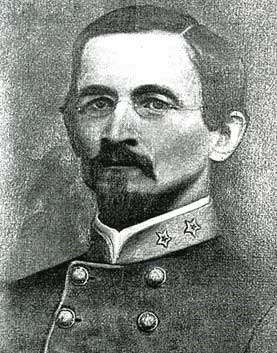
Colonel Charles Marshall[e].

Officiers nordistes présents le 9 avril
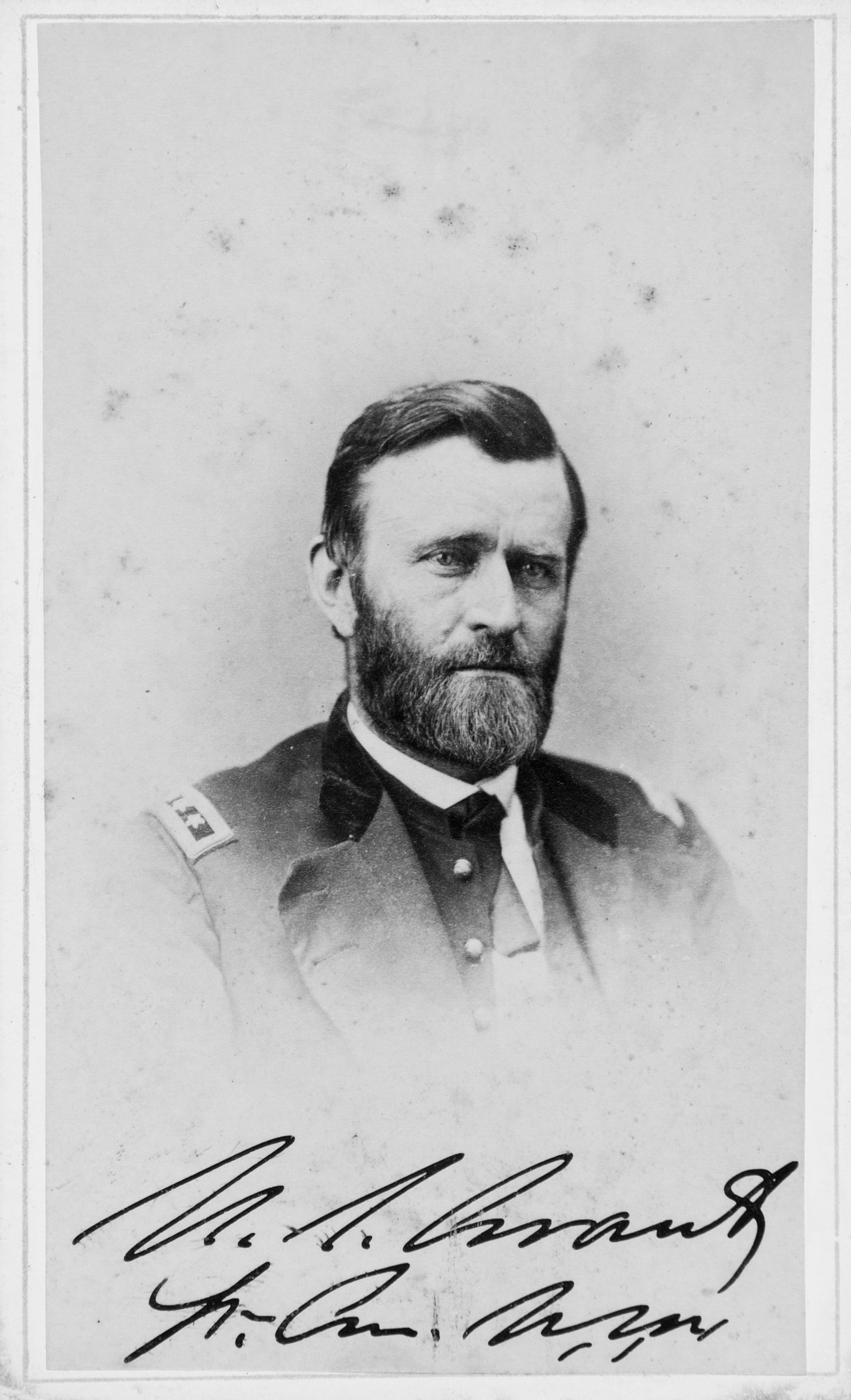
Lieutenant général Ulysses S. Grant[a].
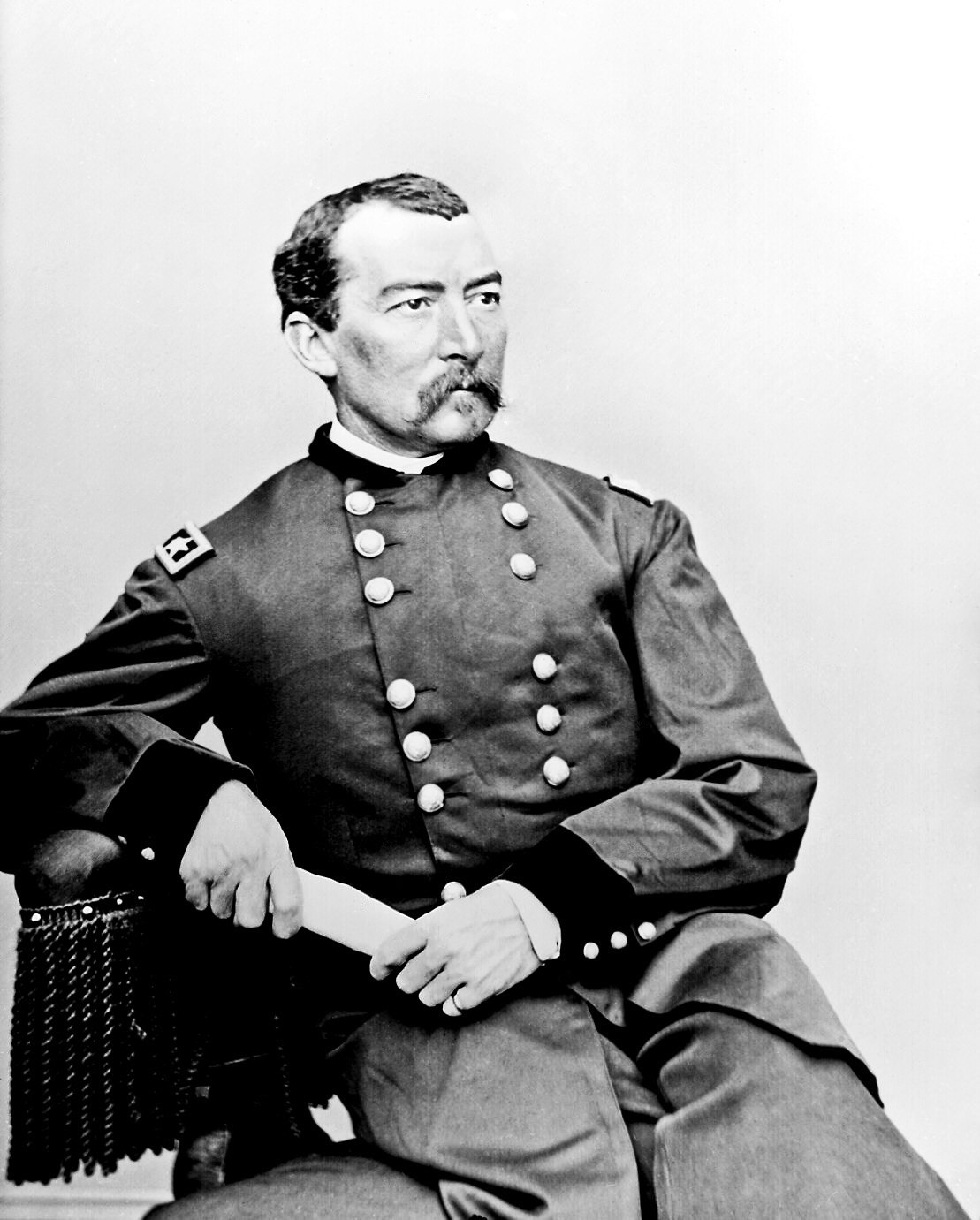
Major général Philip H. Sheridan[j].
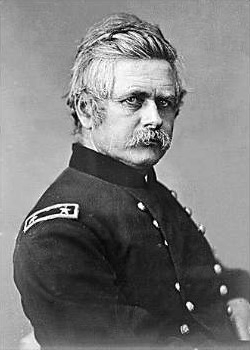
Major général Edward O.C. Ord[k].
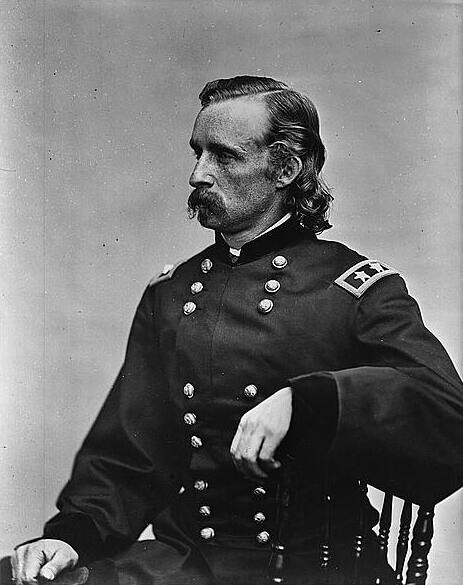
Major général George A. Custer[l].
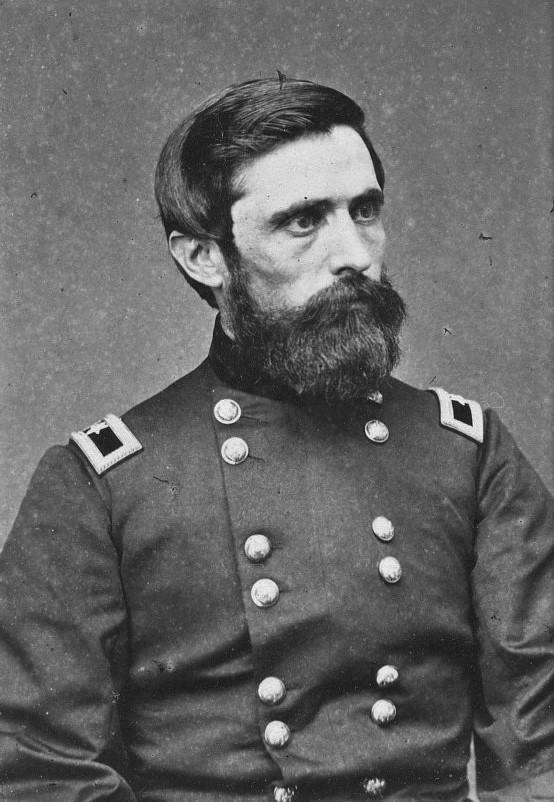
Brigadier général John A. Rawlins[m].
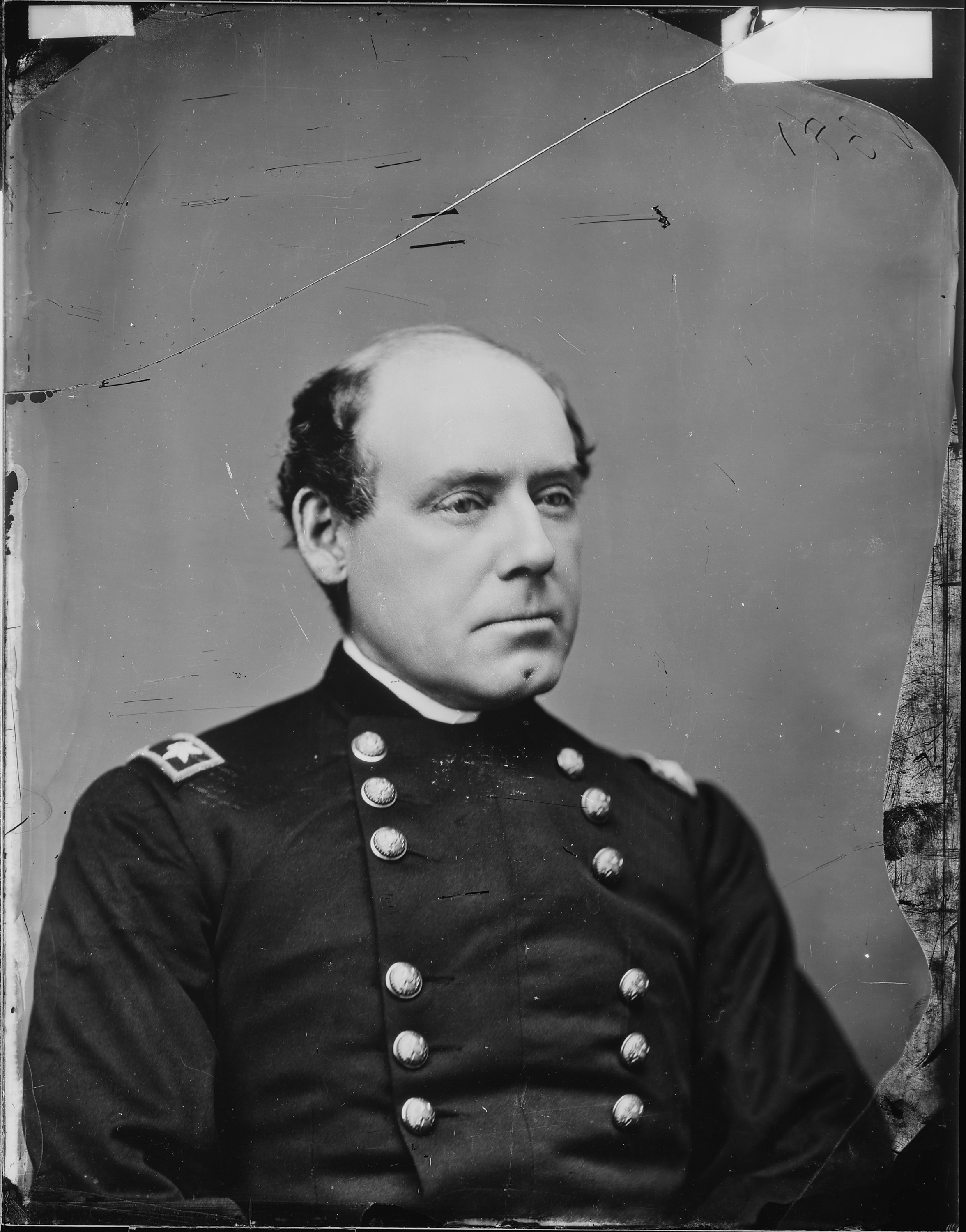
Brigadier général Seth Williams[n].
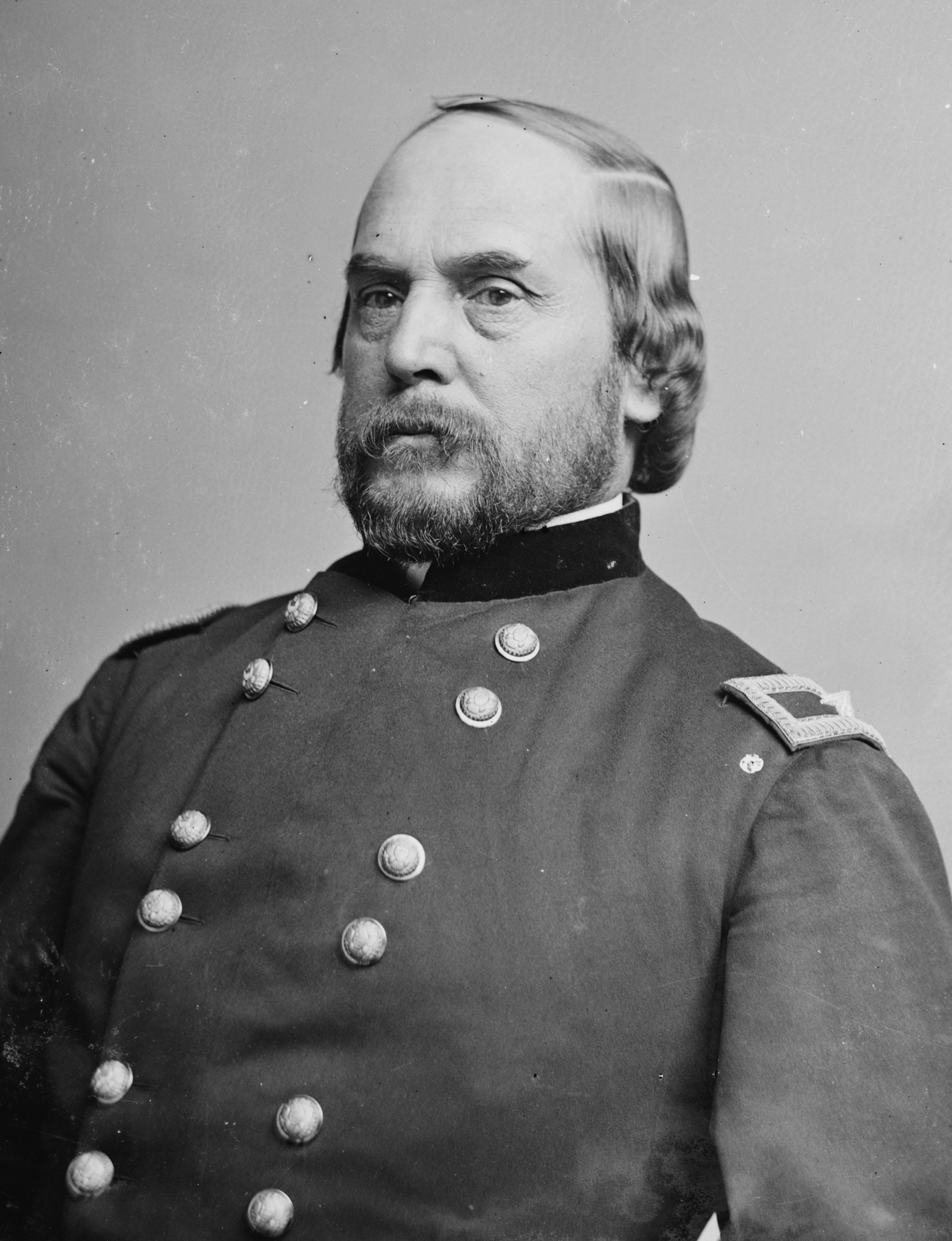
Brigadier général Rufus Ingalls[o].
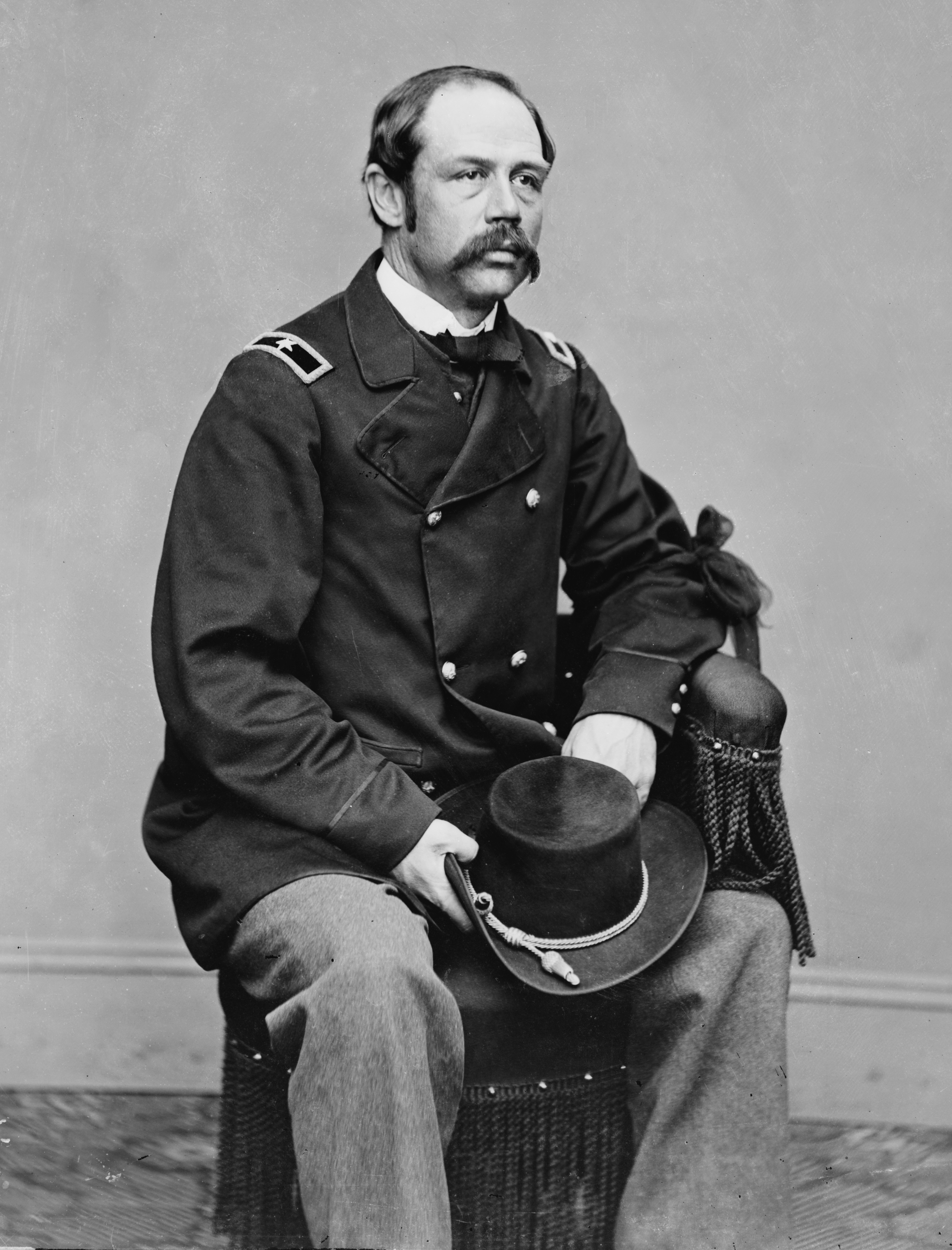
Brigadier général George H. Sharpe (en)[p].
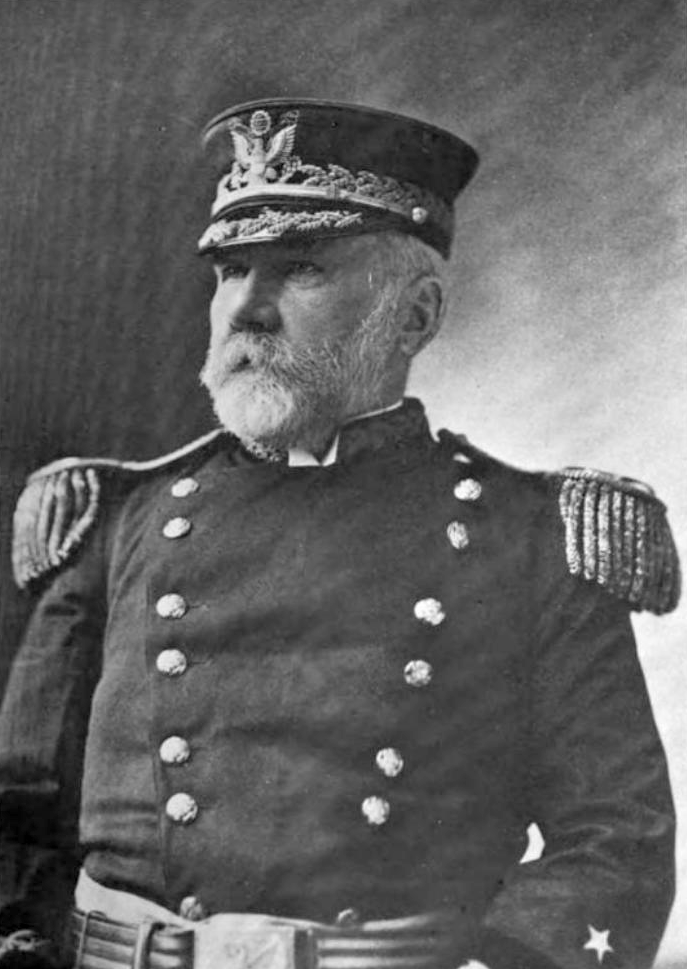
Brigadier général Michael R. Morgan (en)[q].
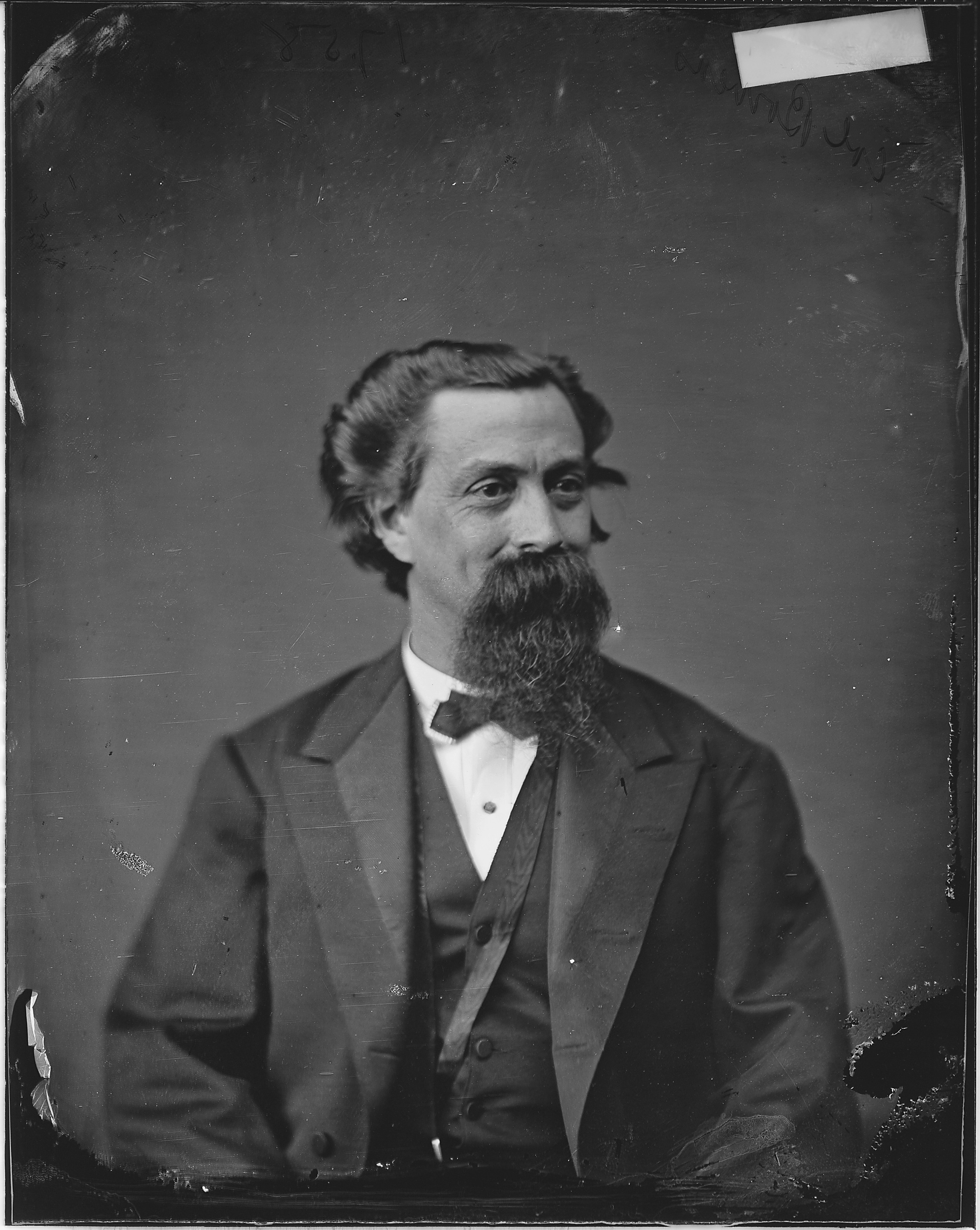
Colonel Theodore S. Bowers[r].
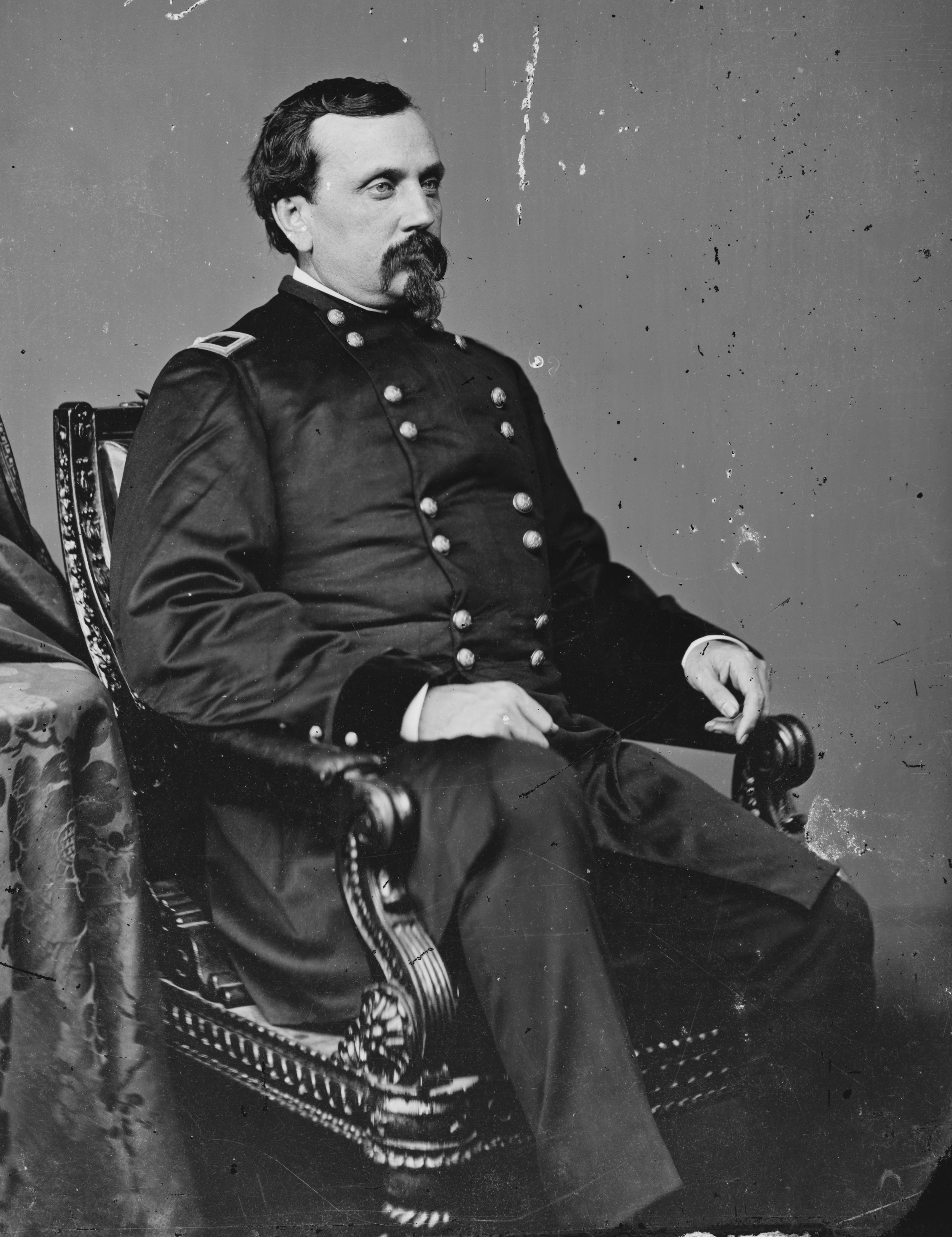
Colonel Orville E. Babcock[c].
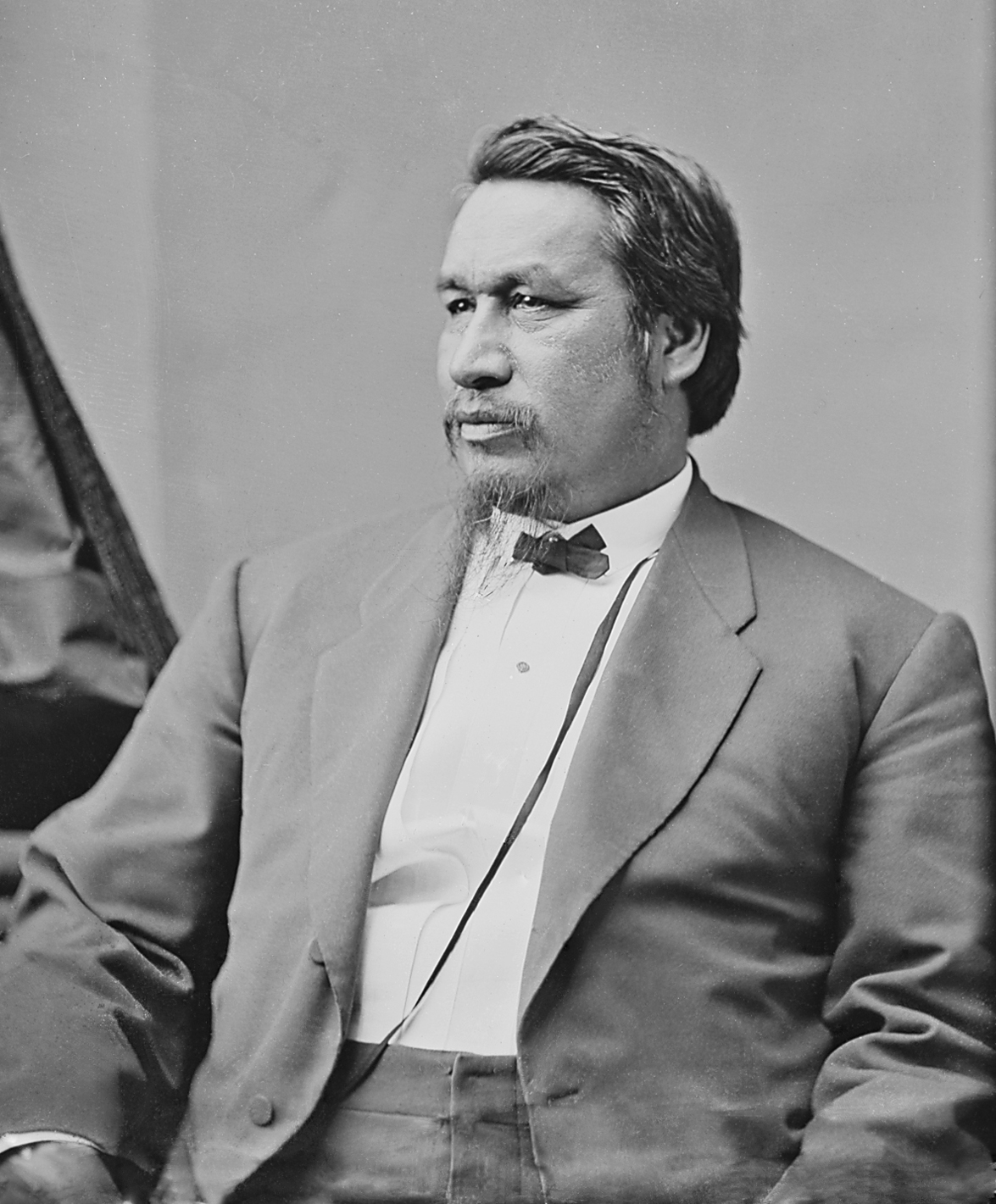
Colonel Ely S. Parker[c].
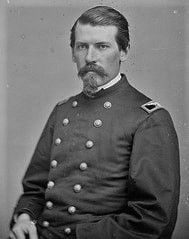
Lieutenant colonel Horace Porter[s].
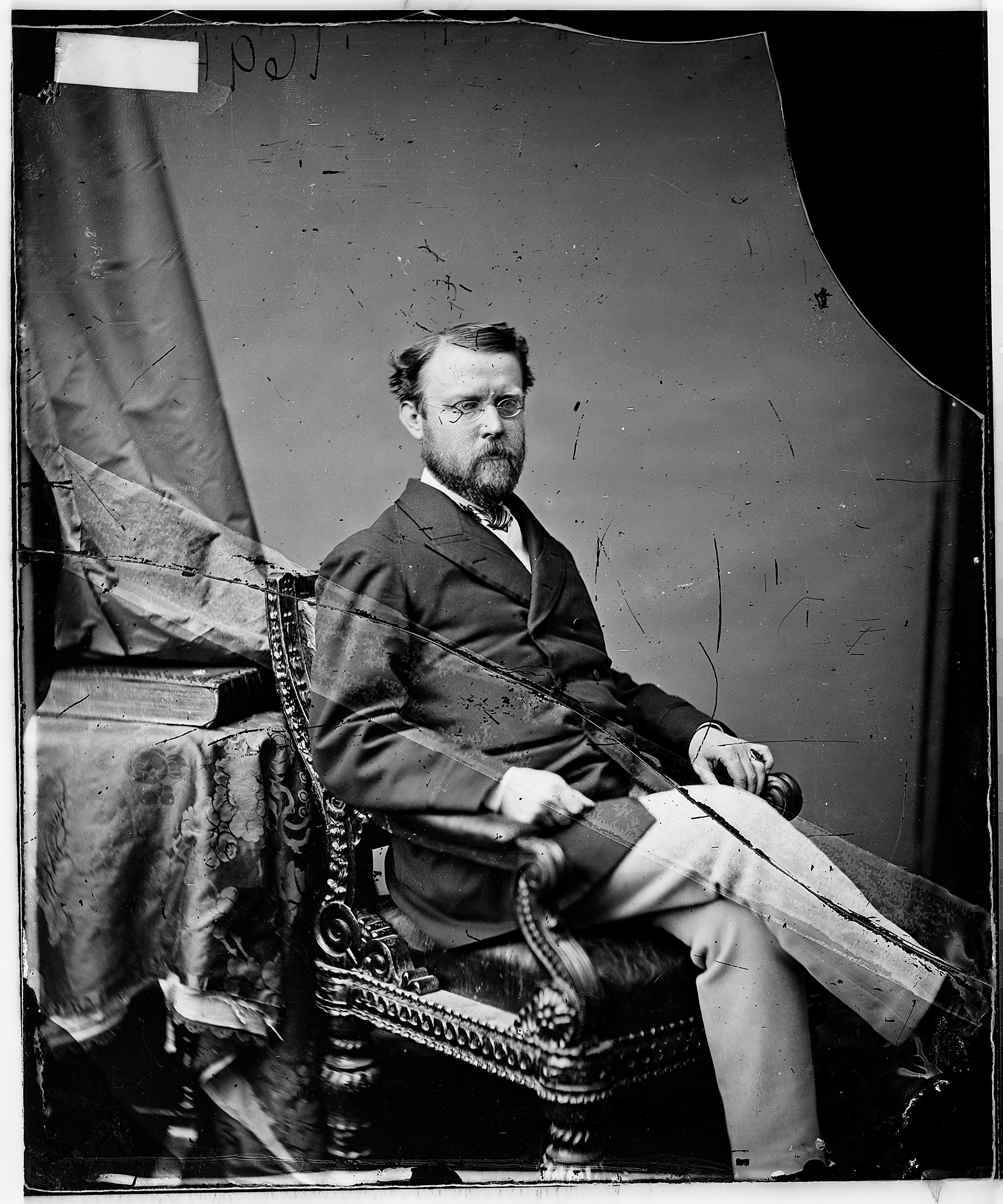
Lieutenant colonel Adam Badeau (en)[t].
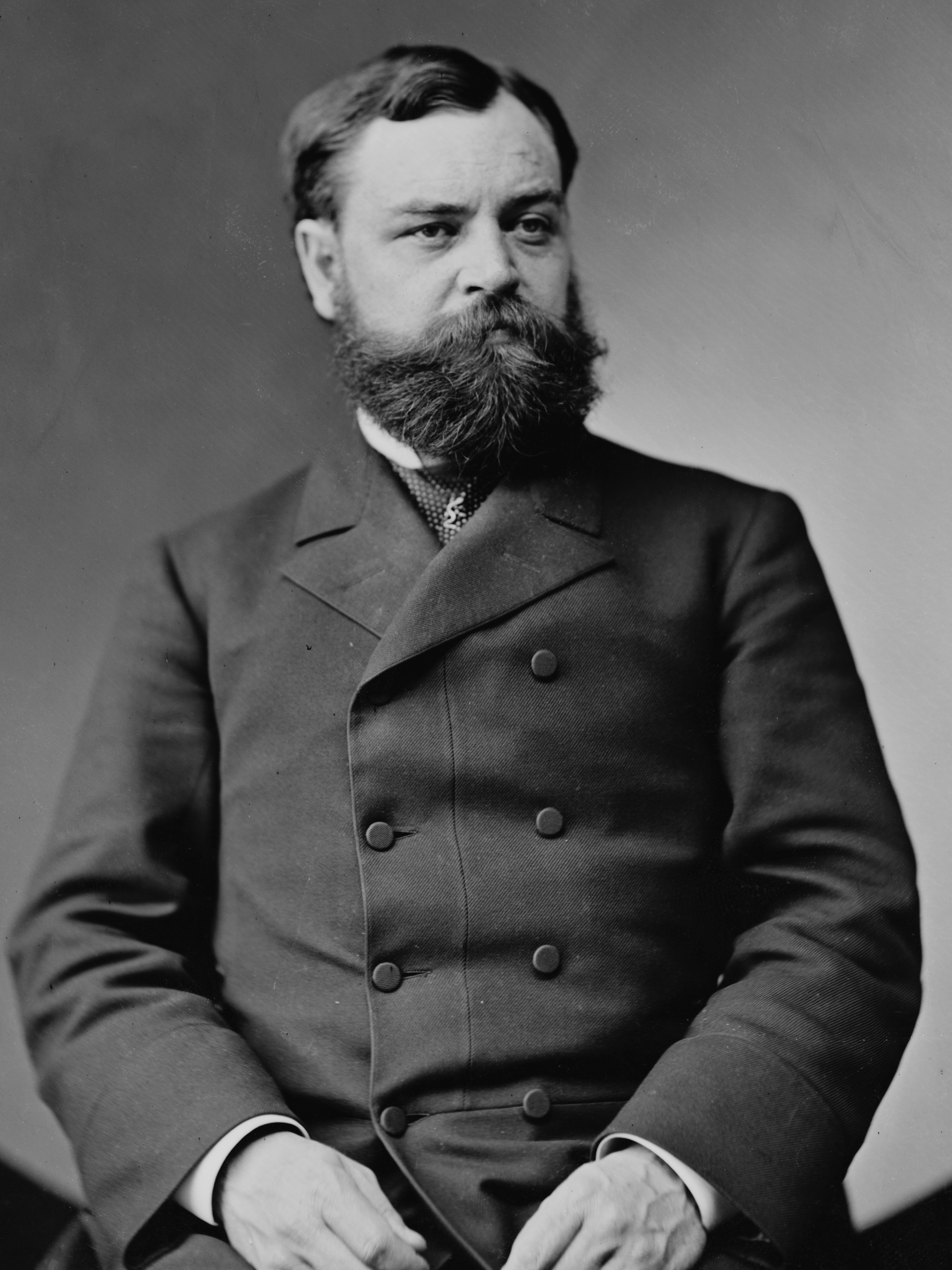
Capitaine Robert T. Lincoln[u].

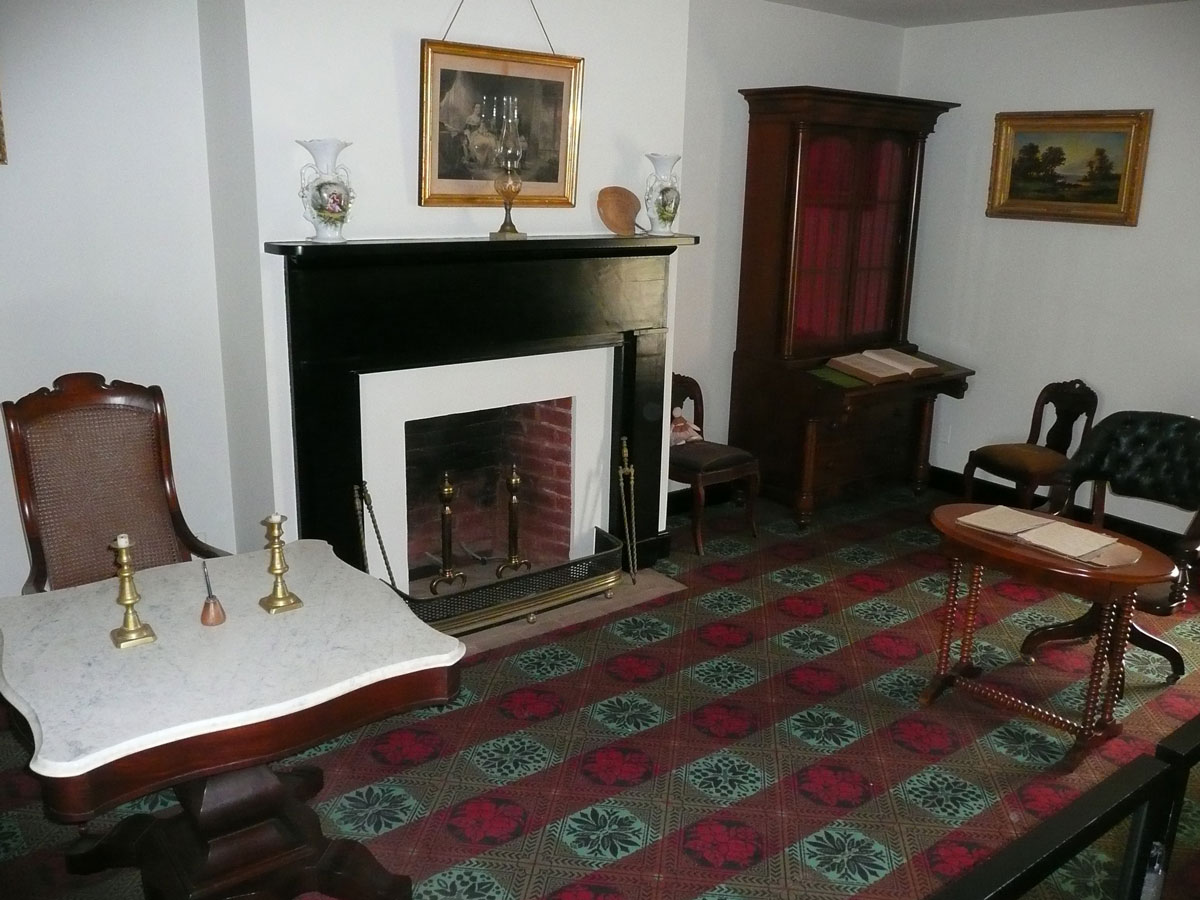
Salon de la maison de Wilmer McLean (reconstruit) dans lequel Robert Lee accepta la reddition de son armée le 9 avril 1865.

Le général Lee, mesurant six pieds, revêtu de son plus bel uniforme de général confédéré, ceint de son épée de parade, rencontre enfin le général Grant poussiéreux et négligé dans sa vareuse bleu sombre ouverte tous les jours, les bottes encore couvertes de boue,,,,,. Les deux hommes se serrent la main puis Grant lance : « Je vous ai rencontré une fois auparavant, au Mexique […], et me suis toujours souvenu de votre apparence, je pense que je vous aurais reconnu n'importe où. » Lee répondit : « Je sais vous avoir rencontré à cette occasion, j'y ai souvent pensé et essayé de me souvenir de la vôtre mais n'ai jamais été capable de me rappeler du moindre détail. » Après quelques paroles échangées à propos de la guerre du Mexique, les deux commandants rentrent dans le vif du sujet.« Je suppose, général Grant, que l'objet de notre présente rencontre est pleinement compris. J'ai demandé à vous voir pour m'assurer des termes dans lesquels vous recevriez la reddition de mon armée. » » Grant ordonne aux officiers de sortir et s'entretient en privé avec le général Lee. Quelques minutes plus tard, un parterre d'officiers rentrent dans la pièce. Le cortège nordiste était composé de l'état-major de Grant dont Babcock, Porter, Williams, Bowers et Parker ainsi que de Sheridan, Ord et Custer. A noter que le major-général nordiste Meade, commandant l'armée du Potomac, n'est pas présent lors de la rencontre bien qu'il apparaîsse dans certains des tableaux représentant l'évènement. Il guérit en effet d'une semaine de crises de nausées,,. De son côté, Lee n'était accompagné que par le colonel Charles Marshall,, le colonel Walter H. Taylor ayant refusé de venir. Cela traduit, dans une certaine mesure, la supériorité des « yankees ».

Vient alors le temps de rédiger l'acte officiel. Le colonel Bowers décline l'honneur de le faire. C'est donc Parker qui est chargé de la tâche. A la lecture des conditions, le soulagement est profond pour le général Lee.

« Général,
Conformément au contenu de ma lettre d’hier (le 8), je vous propose de consentir à la reddition de l'armée de la Virginie du Nord aux conditions qui suivent :
Des listes de tous les officiers et soldats seront faites en double. Une copie sera donnée à un officier désigné par moi, et l’autre sera conservée par un officier nommé par vous.
Les officiers confédérés devront donner individuellement leur parole de ne pas porter les armes contre le gouvernement des États-Unis jusqu'à ce qu’ils aient été régulièrement échangés, et chaque commandant de compagnie ou de régiment devra signer un engagement semblable pour les hommes placés sous ses ordres.
Les armes, l’artillerie et les propriétés mobiles appartenant au gouvernement confédéré devront être parquées et réunies pour être délivrées aux officiers désignés à cet effet.
Cette condition ne comprend pas les épées des officiers, non plus que leurs chevaux et leurs bagages.
Cela fait, chaque officier et chaque homme sera autorisé à rentrer chez lui, et ce, sans être inquiété par les autorités des États-Unis, aussi Iongtemps qu’il tiendra parole et obéira aux lois en force au lieu de sa résidence. »,

— U.S. Grant, lieutenant-général.
Les termes de la reddition étaient honorables car les soldats sudistes étaient autorisés à rentrer chez eux sans leurs armes, mais avec leurs chevaux, à la condition qu'ils ne reprennent plus le combat contre les États-Unis. Les conditions de reddition de Grant conviennent à Lee, en ce qu'elles prévoient que les officiers seront libérés sur parole, avec leurs biens, que les soldats seront aussi libérés sur parole. Lee faisant remarquer que les confédérés avaient combattu avec leurs propres chevaux, Grant refuse de modifier les termes de la capitulation mais assure que chaque soldat sudiste qui revendiquera un cheval ou une mule pourra rentrer chez lui avec l'animal, afin qu'il puisse travailler la terre pour l'année suivante. « Voilà qui aura le meilleur effet possible sur les hommes et fera beaucoup pour vous concilier notre peuple », reconnaît Lee. Lee s'assoit et se met à écrire : 

« Quartier général de l'armée de Virginie du Nord, 9 avril.
Général,
J'ai reçu votre lettre d'aujourd'hui qui contient les termes de la capitulation de l'armée de Virginie du Nord. Comme ces conditions sont les mêmes que celles spécifiées en substance dans votre lettre d'hier, elles sont acceptées et je vais désigner immédiatement les officiers qui seront chargés de les faire exécuter. »,

— R.E. Lee, général.
La négociation a été brève et l'heure est venue pour les officiers de se saluer. A Seth Williams, son ancien adjoint, Lee adresse quelques mots. Ce dernier dévisage ensuite le colonel Ely S. Parker, un chef indien Seneca devenu officier. Lee lui aurait dit : « Je suis heureux de voir ici un véritable américain,. » Parker lui répond : « Nous sommes tous américains,. » Sur ce, Lee souhaite rendre immédiatement les 1 000 prisonniers nordistes qu'il détient. « Je n'ai plus de provisions pour eux et n'en ai pas même pour mes hommes réduits à un peu de maïs grillé. » Grant donne l'ordre de ravitailler l'armée de Lee en vivres. 25 000 rations seront distribuées. Lee sort, impassible. « Ordonnance ! », s'écrit-il. Tucker surgit avec la fidèle monture du général, Traveller. Lee pousse un profond soupir. Grant est sorti à son tour, levant son chapeau, suivi par ses officiers. Le général gris fait de même puis s'éclipse auprès des siens. Certains nordistes commencent à applaudir Grant mais celui-ci donne l'ordre d'arrêter. En effet, tout au long de la reddition, le général Grant interdit toute manifestation de triomphe de façon à éviter une humiliation du Sud. Ainsi, les 100 coups de canon initialement prévus ne sont pas tirés. Il dira : « Les confédérés étaient maintenant nos compatriotes, et nous ne voulions pas exulter leur chute. » Pour l'anecdote, les témoins de la rencontre dans la maison de Wilmer McLean ont cherché à acquérir des souvenirs de la cérémonie,. Ils ont ainsi vidé le salon de Wilmer McLean.

#### Fin d'après-midi
À 16 h 30, une fois Lee parti, Grant télégraphie à Washington, à destination du secrétaire à la guerre Edwin M. Stanton :

« Le général Lee a rendu l'armée de Virginie du Nord cet après-midi aux conditions que j'ai proposées. »

Dans la soirée, Grant reçoit une réponse de Washington :

« Merci à Dieu Tout-Puissant pour la grande victoire dont il vous a couronné en ce jour ainsi que la vaillante armée sous votre commandement. Recevez les remerciements de ce ministère, du gouvernement et du peuple des États-Unis ; respect et honneur vous seront toujours dus, à vous et aux braves et vaillants officiers et soldats de votre armée. »

— Télégramme d'Edwin M. Stanton.
Arrivé dans ses lignes, Lee est acclamé par ses derniers soldats. Soudain, ils comprennent.

« C'est vrai général ? Nous nous sommes rendus ? »

Le « Renard gris » tel qu'on l'appelle, acquiesce :

« Messieurs, nous avons combattu ensemble et j'ai donné le meilleur que je pouvais pour vous. Vous serez tous libérés sur parole et rentrerez chez vous jusqu'à être échangés. »

Les soldats sudistes, et c'est dire la confiance qu'ils accordent au général Lee, protestent : « Dites le mot, général, et nous repartirons, et nous les combattrons encore !. »
La scène est émouvante. On l'acclame. Lee, qui, comme ses hommes, ne peut retenir ses larmes, se réfugie seul dans sa tente. Il décide ensuite d'annoncer la reddition de son armée au président :

« Son Excellence Jefferson Davis,
Monsieur le Président,
C'est avec douleur que j'annonce à Votre Excellence la reddition de l'Armée de Virginie du Nord…. En arrivant au palais de justice d'Amelia le matin du 4 avec l'avance de l'armée,…. et ne trouvant pas les fournitures ordonnées d'y être placées, près de vingt-quatre heures ont été perdues à s'efforcer recueillir dans le pays la subsistance des hommes et des chevaux. Ce retard a été fatal et n'a pas pu être récupéré…. Le matin du 9…. il y avait 7892 fantassins organisés avec des armes, avec une moyenne
de soixante-quinze cartouches par homme, je n'ai
pas de rapport précis sur la cavalerie, mais crois qu'elle ne dépassait pas 2100 hommes effectifs. L'ennemi était plus de cinq fois plus nombreux que nous. Si nous avions pu forcer notre chemin un jour de plus, cela aurait été au prix d'un grand sacrifice de vie, et à son terme je ne vois pas comment une reddition aurait pu être évitée. Les approvisionnements commandés à la station de Pamplin depuis Lynchburg ne pouvaient nous parvenir, et les hommes, privés de nourriture et de sommeil pendant plusieurs jours, étaient épuisés et épuisés.
Avec un grand respect, votre obéissant serviteur, »

— R.E. Lee, général.

### 10-12 avril

#### Visites
Une fois rendu, le général Lee reçoit plusieurs visites, de nordistes comme de sudistes. Dans la matinée du 10 avril, il échange des mots « très plaisants », avec Ulysses Grant avant que ce dernier ne parte pour Washington. Grant hasarde : « Il n'est pas un homme qui ait une plus grande influence que vous sur les soldats et le peuple de la Confédération, et si vous suggériez maintenant la reddition de toutes les armées, je n'ai nul doute que ce conseil serait rapidement suivi. »
Lee répond : 

« Je ne pourrais faire ceci sans en référer d'abord au président [Davis]. »

C'est ensuite au tour de George G. Meade, à la tête de l'armée du Potomac, de rencontrer la « légende sudiste ». Il ôte son képi et le salut mais Lee ne le reconnaît pas tout de suite. Lorsqu'il voit enfin de qui il s'agit, le général virginien s'exclame : « Mais que faites-vous avec tout ce gris dans votre barbe ? »,, Meade vient en effet de se remettre d'une semaine de maladie ce qui lui aurait donné un air « sauvage »,. A cela, le vainqueur de Gettysburg répond : « C'est à vous que j'en dois l'essentiel,,. » Meade lance ensuite : « Maintenant que la guerre peut être considérée comme terminée, j'espère que vous ne jugerez pas inconvenant que je demande, pour mon information personnelle, la taille de votre armée lors des opérations autour de Richmond et de Petersburg. » Lee répond : « A aucun moment mes forces n'ont surpassé 35 000 hommes ; souvent elles étaient moins nombreuses. » Meade, stupéfait, s'exclame alors : « Général, vous m'étonnez ! Nous avons toujours estimé vos forces à environ 70 000 hommes ! »

#### Les adieux du général Lee

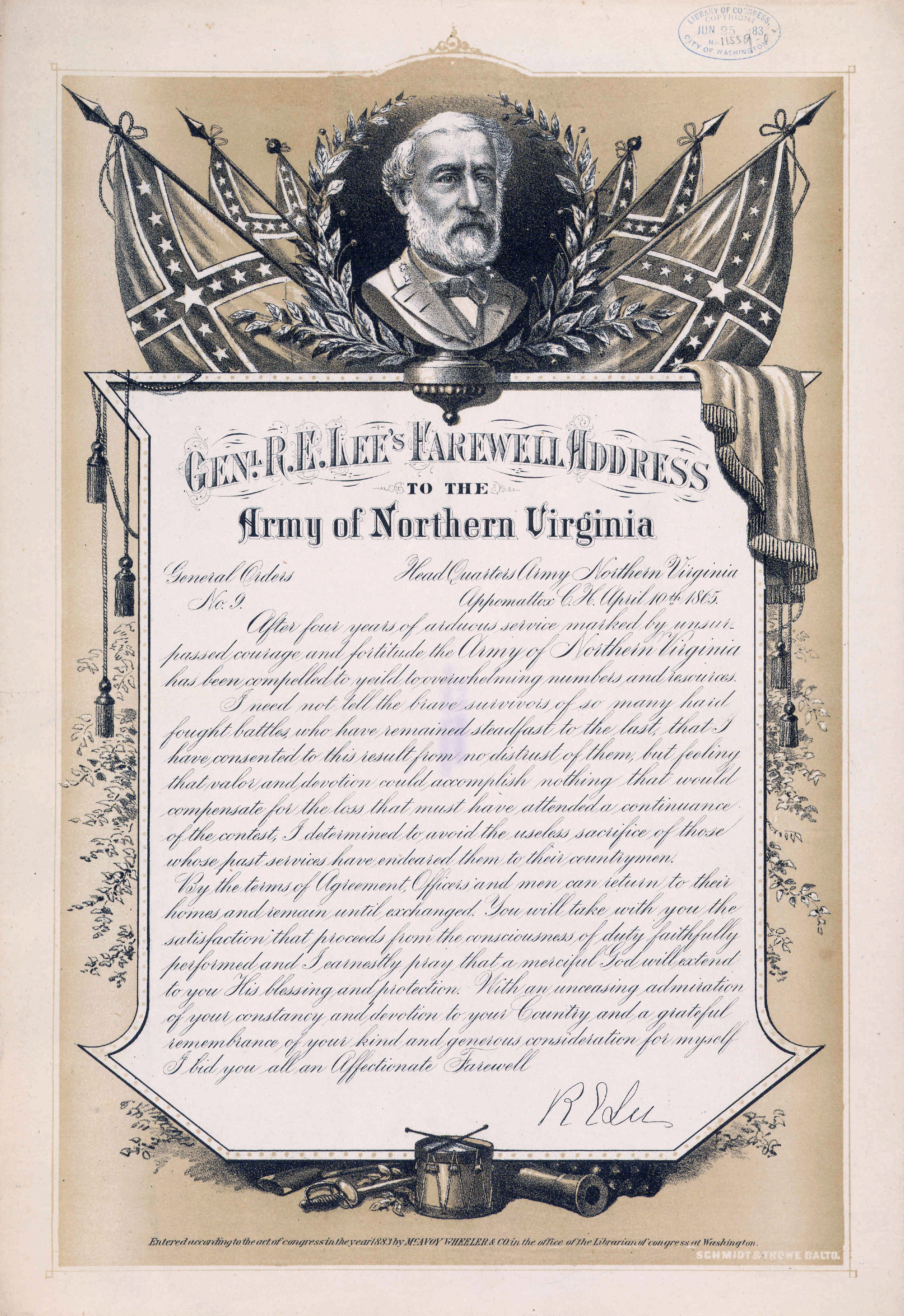
Discours d'adieu de Lee le 10 avril 1865.

Le 10 avril, Lee charge le colonel Marshall de rédiger l'ordre général no 9 (en) (ou Lee's farewell adress (« Le discours d'adieux de Lee »)) qui s'adresse aux derniers soldats de l'armée de Virginie du Nord :

« Quartier général de l'armée de Virginie du Nord,
10 avril 1865.
Ordre général
no 9
Après quatre années de service ardu marquées par un courage et une force d'âme inégalés, l'armée de Virginie du Nord a été obligée de céder face au nombre et aux ressources écrasantes.
Je n'ai pas besoin de dire aux survivants de tant de batailles acharnées, qui sont restés inébranlables jusqu'à la fin, que je n'ai pas consenti à ce résultat par manque de confiance en eux.
Mais, sentant que la vaillance et le dévouement ne pouvaient rien accomplir qui puisse compenser la perte qui a dû accompagner la poursuite de la lutte, j'ai décidé d'éviter le sacrifice inutile de ceux dont les services passés les ont rendus chers à leurs compatriotes.
Aux termes de l'accord, les officiers et les hommes peuvent retourner chez eux et y rester jusqu'à leur échange. Vous emporterez avec vous la satisfaction qui découle de la conscience du devoir accompli, et je prie ardemment qu'un Dieu de miséricorde étende sur vous sa bénédiction et sa protection.
Avec une admiration incessante pour votre dévouement constant envers votre Patrie, et le souvenir reconnaissant de votre bienveillante et généreuse considération pour moi-même, je vous adresse à tous des adieux affectionnés. »,

— R.E. Lee, général, Ordre général no 9

#### Cérémonie de reddition de l'infanterie

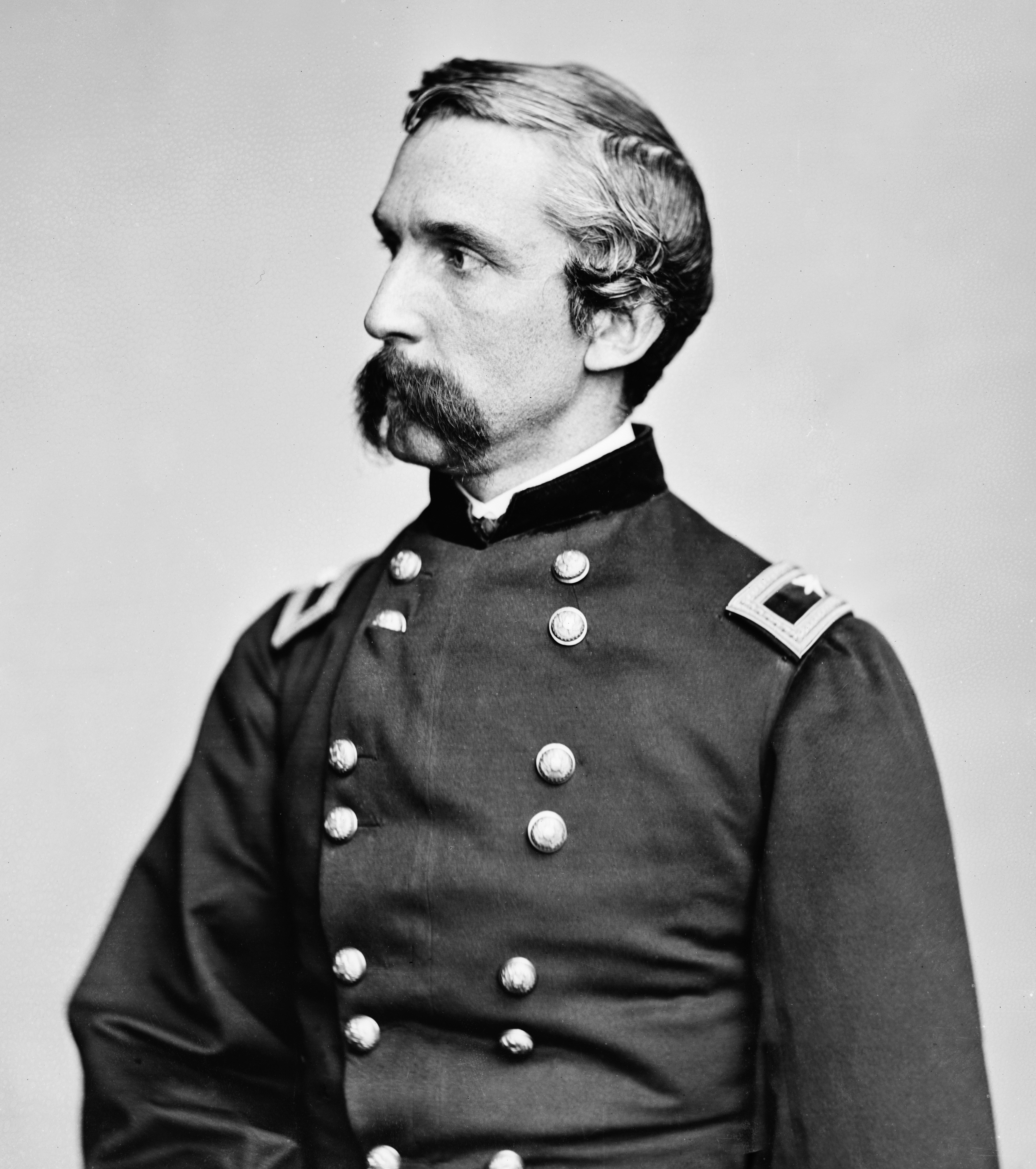
Joshua L. Chamberlain.

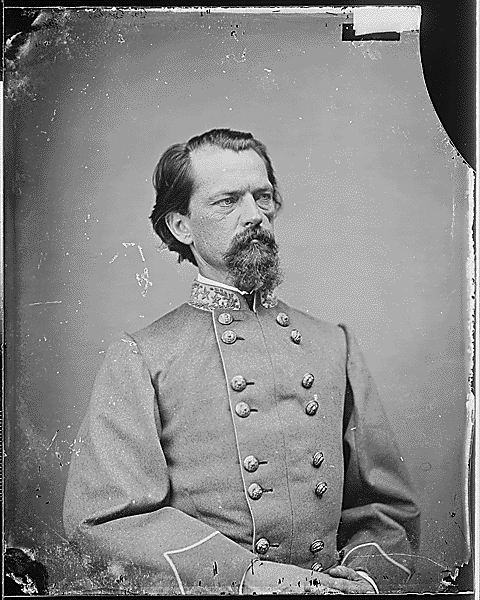
John B. Gordon.

Joshua Lawrence Chamberlain, général réputé dans les rangs de l'armée du Potomac et commandant de la 1re brigade de la 1re division du Ve corps, est chargé de présider la cérémonie de reddition de l'infanterie de l'armée de Virginie du Nord. Cette dernière a lieu le 12 avril, à Appomattox Court House. Chamberlain ordonne à ses hommes de se mettre au garde-à-vous et de rendre les honneurs aux confédérés. Les sudistes de Gordon défilent, rendent leurs armes et leurs couleurs tout en rendant le salut aux nordistes.

« La signification du moment de cette occasion m'impressionna grandement. Je résolus de la marquer par quelques marques de reconnaissance, qui ne pouvaient pas être autre chose qu'un salut aux armes. Bien conscient de la responsabilité assumée et des critiques qui surviendraient, comme les suites allaient le prouver, rien de ce genre ne pouvait m'atteindre. L'acte pouvait être défendu, si besoin, par la suggestion qu'un tel salut n'allait pas à la cause pour laquelle le drapeau confédéré flottait, mais pour sa descente avant la montée de celui de l'Union. Ma principale raison, néanmoins, ne résultait ni d'une autorité ou d'une demande de pardon. Devant nous dans une humiliation humble se tenait la masse des troupes : des hommes dont ni les pièges et les souffrances, ni le fait de la mort, ni le désastre, ni la désespérance ne pouvaient atteindre leur résolution ; se tenant devant nous maintenant, maigres, usés et affamés et debout, et avec des yeux regardant droit dans nos yeux, réveillant des souvenirs qui nous liaient ensemble comme aucun autre lien - est-ce que ces hommes qui devaient être accueillis dans l'Union, devaient être testés et assurés ? Les instructions avaient été données ; et lorsque la tête de chaque colonne de division parvenait en face de notre groupe, notre sonnerie de clairon donnait le signal et instantanément la ligne entière de la droite vers la gauche, régiment par régiment l'un après l'autre, faisant le salut de soldat, du « porter armes » au « présentez armes ». Gordon à la tête de la colonne, à cheval avec son visage grandement inspiré et sombre, entendait le bruit des armes en mouvement, lève la tête, et, sentant la signification, tourne superbement, faisant lui-même et son cheval une figure exaltée, avec un profond salut alors qu'il abaisse son épée jusqu'au pied ; alors faisant face à ses hommes, donne l'ordre à ses brigades successives de passer devant nous avec la même position, l'honneur répondant à l'honneur. De notre côté, pas un son de trompette supplémentaire, ni un roulement de tambour ; pas un hourra ni un chuchotement de vaine gloire, ni un geste d'un homme restant encore en ordre, mais plutôt un calme ému ; et retenant la respiration, comme si l'on faisait la sonnerie aux morts ! »

— Joshua Lawrence Chamberlain

#### Registre de libération sur parole
| Unité                   | Commandant                             | Effectifs |
| ----------------------- | -------------------------------------- | --------- |
| État-major              | Lieutenant-colonel Walter H. Taylor    | 15        |
| 1er corps               | Lieutenant général James Longstreet    | 14 833    |
| 2e corps                | Lieutenant général John B. Gordon      | 7 200     |
| Département de Richmond | Lieutenant-colonel Thomas J. Spencer   | 287       |
| Corps de cavalerie      | Major général Fitzhugh Lee             | 1 786     |
| Artillerie              | Brigadier général William N. Pendleton | 2 586     |
| Détâchements            |                                        | 1 649     |
| Total                   | Général Robert E. Lee                  | 28 356,   |

## Conséquences
Cette reddition de l'armée de Virginie du Nord est un coup dur pour la Confédération mais cela ne marque pas la fin des combats. Néanmoins, "avec la chute de son champion, la Confédération, frappée à mort, ne pouvait plus guère que finir d'agoniser".
Le président confédéré Jefferson Davis, apprenant la reddition de Lee le 12 avril, s'enfuit pour échapper aux nordistes. Il est capturé le 10 mai et emprisonné avant d'être libéré deux ans plus tard sans même avoir été jugé.
Le 14 avril, 5 jours après la capitulation de l'armée de Virginie du Nord, Abraham Lincoln, président des États-Unis, est assassiné par balle par au théâtre Ford. Lincoln meurt le lendemain et est remplacé par son vice-président, l'impopulaire Andrew Johnson. John Wilkes Booth, son assassin, voulait "venger le Sud" et créer le chaos dans l'Union mais c'est un échec. Les autres armées sudistes ne tardent pas à se rendre.
Le 26 avril 1865, à la suite de la campagne des Carolines et à de la reddition de Lee, l'armée confédérée du Tennessee (80 000-90 000 hommes) de Joe Johnston se rend auprès de William T. Sherman à Bennett Place (Durham, Caroline du Nord). Début mai, les généraux Taylor, Maury et Jones se rendent également. L'armée Trans-mississippi du général Kirby Smith, s'élevant à 43 000 hommes, est la dernière armée à se rendre, le 2 juin 1865. Le dernier groupe armé organisé à se rendre est la brigade de cavalerie indienne du général Stand Watie le 23 juin 1865. Le CSS Shenandoah, dernier navire confédéré, est intercepté le 7 novembre 1865.
Le 9 mai, le président Johnson annonce la "cessation virtuelle" des hostilités. Les 23 et 24 mai, la "Grande Armée de la République" défile à Washington.
Ulysses S. Grant, figure emblématique de la guerre de sécession et acteur de la reddition d'Appomattox, est élu 18e président des États-Unis en 1868 et réélu en 1872.